# Charles Wreford-Brown
Charles Wreford-Brown (9. Oktober 1866, Bristol, Vereinigtes Königreich – 26. November 1951, London, Vereinigtes Königreich) war ein englischer Amateur-Sportler und Fußballfunktionär. Er war englischer Fußballnationalspieler, spielte First-Class Cricket in der County Championship und nahm für Großbritannien an der Schacholympiade 1924 teil; 1941 bis zu seinem Tod war er Vizepräsident des englischen Fußballverbandes FA. Wreford-Brown wird häufig die Prägung der in Nordamerika führenden Bezeichnung Soccer für den Fußball zugeschrieben, die Authentizität wird jedoch angezweifelt.